# ليخاسينات
الليخاسينات (الاسم العلمي:†Lichoidea) هي فوق فصيلة منقرضة من ثلاثيات الفصوص تتبع رتبة الليخاسيات.

## التصنيف
- فصيلة الليخاسات
  - جنس الليخاس